# Heino
Heinz Georg Kramm (ur. 13 grudnia 1938 w Düsseldorfie) – niemiecki piosenkarz szlagierowy i wykonawca niemieckich pieśni ludowych.
Przez charakterystyczny baryton jest postrzegany jako ikona muzyki folklorystycznej, która osiągnęła bardzo wysoki poziom rozpoznawalności w państwach niemieckojęzycznych. Wykonawca pieśni ludowych „Rosamunde” oraz „Bier Bier Bier”.
Z powodu wytrzeszczu spowodowanego chorobą Gravesa-Basedowa Heino od 1970 nosi bardzo ciemne okulary przeciwsłoneczne, które stały się znakiem rozpoznawczym śpiewającego blondyna.

## Życiorys

### Pochodzenie
Heino urodził się jako syn dentysty Heinricha Kramma i jego żony Franziski w dzielnicy Düsseldorfu, Oberbilk. Jego ojciec był katolikiem, matka wyznania protestanckiego. Jego dziadek był organistą w katedrze kolońskiej. Jego ojciec prowadził gabinet stomatologiczny w Kolonii-Kalk, zginął 2 sierpnia 1941 roku podczas II wojny światowej w wyniku burdy na tyłach frontu. W obawie przed bombami aliantów młoda wdowa (26 lat) i jej dwoje dzieci (Heinz-Georg 3 i Hannelore 8 lat) zostali ewakuowani na Pomorze, gdzie przebywali do 1945 roku. Wtedy to matka zdecydowała się uciekać na zachód przed nacierającą Armią Czerwoną. W rodzinne strony nie udało im się dotrzeć, lecz utknęli w Großenhain (Saksonia), gdzie chłopiec rozpoczął naukę szkolną w 1945 roku. Po wojnie rodzina rychło jednak wróciła do ojczystej Nadrenii i zamieszkała u rodziców matki przez następnych 10 lat, w 13 osób w trzech pomieszczeniach.

### Młodość
Od dziecka Heino chciał zostać muzykiem, aczkolwiek matka wymogła, by po szkole chłopiec wpierw zdobył jakieś „solidne rzemiosło”. W sierpniu 1952 roku rozpoczął w Düsseldorfie naukę zawodu piekarza i cukiernika, choć nie był to jego wybór. U pierwszego majstra, który miał mu zapewnić wikt i opierunek, źle mu się wiodło; czeladnicy mu dokuczali i bili, a szef karmił odpadami. Później matka zabrała go stamtąd. Chłopiec znów zamieszkał w przepełnionym mieszkaniu dziadków, a matka znalazła mu nowego majstra, który był mu bardzo przychylny i wierzył w muzyczny talent swego ucznia. Choć jego majster twierdził, że młodzieniec potrafi lepiej śpiewać niż piec, tytuł czeladnika zdobył regularnie w 1955 roku i pracował w tym zawodzie przez 10 lat, tj. do czasu, kiedy zdołał się utrzymać z muzyki. Muzyka nie była jedynym hobby młodego cukiernika. W czasie wolnym grał chętnie w piłkę nożną w barwach klubu SC Schwarz-Weiß 06 w dzielnicy Düsseldorfu Oberbilk, z którym do dziś utrzymuje kontakt.

## Życie prywatne

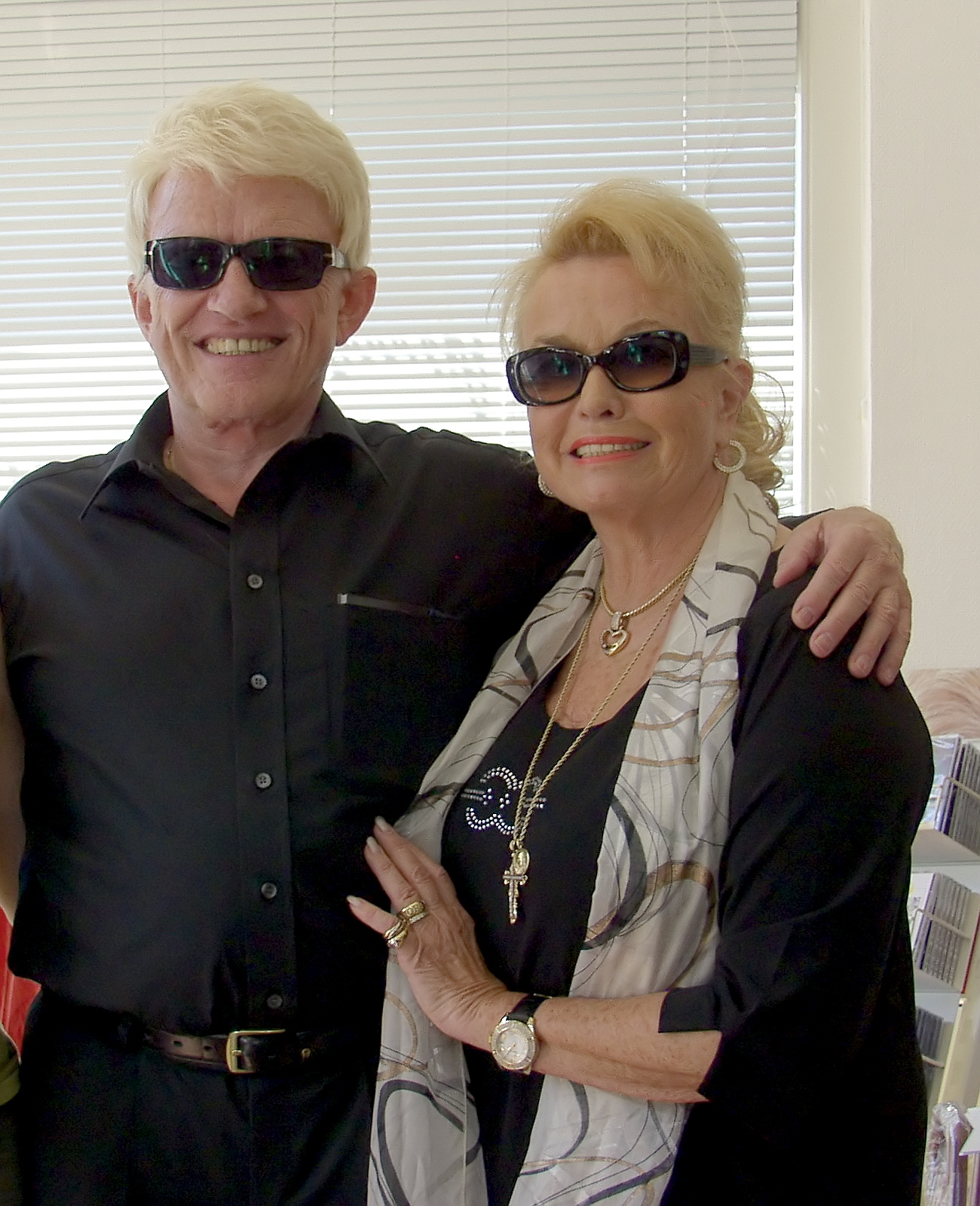
Heino ze swą trzecią żoną Hannelore Kramm (maj 2008)

W czerwcu 1959 roku poślubił 18-letnią „Henny” (Henriettę Heppner). Z tego małżeństwa w 1960 roku przyszedł na świat syn Uwe. W 1962 roku rozwiódł się, gdy stwierdził, że żona go zdradziła. Aż do ślubu z Lilo Dahmen (1965) syn wychowywał się w domu Heino i jego matki. Drugi raz Heino ożenił się w 1965 roku z Lilo Dahmen. Niestety, związek ten niezbyt długo był szczęśliwy, aczkolwiek przyszły gwiazdor formalnie pozostał w tym związku aż do rozwodu w 1978 roku. W 1968 roku został ojcem nieślubnej córki Petry Bell, która pod koniec listopada 2003 roku odebrała sobie życie podobnie jak jej matka, Karin Theilenberg, młodzieńcza miłość artysty, w 1988 roku. Heino poznał jej matkę, której wdziękom artysta nie mógł się oprzeć, w 1958 roku i gdyby nie sprzeciw ojca Karin, zapewne by ją poślubił. Petra była owocem ponownego spotkania z (wówczas również zamężną) Karin w 1967 roku, po czym ich kontakt się urwał aż do 1975 roku, kiedy Karin przedstawiła mu wspólną córkę żądając od wówczas znanego już gwiazdora alimentów. Później Karin walczyła sądownie o alimenty i uznanie ojcostwa od 1976 roku. Osobisty kontakt z córką Heino pogłębił dopiero po śmierci jej matki. Dlatego śmierć Karin, która od 1988 roku mieszkała w jego domu w Bad Münstereifel wraz z Hannelorą, jego trzecią żoną, bardzo go przygnębiła. Swą trzecią żonę, Hannelore von Auersperg (z domu Auer), Heino spotkał po raz pierwszy jeszcze w roku 1972 podczas samotnego urlopu w Tyrolu. Kochankowie dość długo skrywali swój związek, bowiem oboje nie byli wówczas jeszcze wolni, a publiczność Heino była bardziej konserwatywna niż on sam. Dlatego wytwórnia płytowa była przeciwko temu związkowi. Hannelore jednak nie miała zamiaru rezygnować ze swej miłości, choć rozwiodła się dopiero w 1979, a sam Heino w 1978 roku, po czym nastąpiło huczne wesele w 1979 roku. Odtąd małżonkowie byli niemal nierozłączni. Później aktorka, piosenkarka i była Miss Austria została również managerem swego męża od 1997 aż do 2004 roku. To ona postarała się, by Heino przyjął do domu dorosłe już wówczas dzieci z poprzednich związków. Hannelore miała również dobry stosunek do teściowej, która zmarła na raka w 1986 roku w wieku 73 lat.

## Kariera muzyczna
Początek swej kariery muzycznej widzi późniejszy Heino w 1948 roku, kiedy jako dziesięciolatek otrzymał od matki w prezencie akordeon. W 1955 roku dzięki wstawiennictwu majstra, wraz z dwoma przyjaciółmi Kramm miał swój pierwszy debiut estradowy na miejscowym festynie strzeleckim. W 1959 roku przyłączył się jako akordeonista do znanego wówczas kwartetu „Die Düsselperlen”. W 1961 roku został współzałożycielem zespołu „OK Singes”, jednakże na większe sukcesy estradowe musiał jeszcze długo czekać i przede wszystkim jego ówczesny szef podtrzymywał go na duchu, nim w 1965 roku usłyszał jego barytonowy głos Ralf Bendix, znany wówczas niemiecki piosenkarz szlagierowy. To przełomowe spotkanie miało miejsce w miasteczku Quakenbrück, gdzie wraz z jego ówczesnym zespołem „Comedien Terzett”, który utworzył się z „Die Düsselperlen”, występował w programie ramowym rewii mody. Dzięki jego protekcji Heino już w 1967 roku nagrał pierwszego longplaya, który o tyle nieźle się sprzedawał, że Bendix został jego producentem i managerem przez następnych 20 lat.
Podczas gdy amerykański rock zdawał się dominować zachodnioniemiecką scenę muzyczną będąc głosem młodzieżowego protestu w latach sześćdziesiątych, Heino budował swoją karierę na tradycyjnym niemieckim repertuarze ludowym i folklorystycznym, przy czym często lansował nowe utwory, skomponowane specjalnie dla niego. W tej fazie współpracował intensywnie z kompozytorem Erichem Bechtem oraz teksterem Wolfgangiem Neukirchnerem. Dzięki nim Heino wszedł w nowy rodzaj pieśni folklorystycznych, wędrownych i marynarskich, przy czym jego nagrania z miejsca odniosły poważne sukcesy. W 1972 roku wylansował swój pierwszy hit pod tytułem „Blau blüht der Enzian”. Od tej pory często gościł na ekranach telewizji („Starparade”, ZDF), nie tylko jako wykonawca pieśni folklorystycznych, ale i szlagierów. W latach siedemdziesiątych jego kariera sięgnęła zenitu. Najpopularniejszymi albumami tego okresu były „Hurra, wir fahr’n ins Grüne” oraz „Die schönsten Volkslieder der Welt”, które wylądowały w pierwszej dziesiątce list przebojów. Na antenie niemieckiej telewizji ZDF miał wówczas własny show muzyki folklorystycznej pt. „Sing mit Heino” (pol. Śpiewaj z Heino) i jeszcze długo potem należał też do najczęstszych gości programu muzycznego „ZDF-Hitparade”.
Jednakże pod koniec lat siedemdziesiątych jego kariera pogrążyła się w stagnacji w miarę wzrostu popularności muzyki rockowej oraz tzw. „nowej niemieckiej fali” (NDW). W tym to czasie Heino, którego muzyka była zakorzeniona w muzyce tradycyjnej i obsługiwała dorosłą oraz starszą publiczność, popadł w konflikt z miłośnikami muzyki młodzieżowej, co doprowadziło do branżowego mobbingu. Wiele radiostacji nie chciało jego piosenek emitować, a sam Heino stał się celem licznych parodii i satyrycznych imitacji (np. Ilja Richter, Otto Waalkes czy Die Toten Hosen z Norbertem Hähnelem).
Ogólnie lata osiemdziesiąte nie były dla piosenkarza artystycznie zbyt owocne, choć korzystając z poprzednio zdobytej sławy cieszył swych fanów licznymi koncertami. A w 1981 roku jego album „Lieder der Berge” zdobył nawet platynową płytę. Krytyki przysporzyły mu również wyjazdy na występy do Południowej Afryki (1983, 1986), objętej wówczas embargiem z powodu praktykowanej tam polityki apartheidu. W 1988 roku Heino przebił się jednak znów do czołówki niemieckiej listy przebojów z rapową wersją swego starego hitu „Blau blüht der Enzian”.
W latach dziewięćdziesiątych Heino zdobył nowych fanów swym tradycjonalnym repertuarem na terenie byłej NRD, gdzie piosenki te były poprzednio zakazane. Wraz z jego najnowszymi sukcesami przyczyniło się to do tego, iż na prywatnej antenie Sat.1 w 1992 roku powierzono mu wpierw program poświęcony muzyce ludowej i folklorystycznej pt. „Hallo Heino”, a w następnym roku (1993) „Heino – Die Show” jako folklorystyczny koncert życzeń.
W pierwszej dekadzie XXI wieku wychowany w katolickiej wierze Heino zwrócił się ku muzyce kościelnej po całym szeregu rodzinnych tragedii. Rezultatem tego przeprofilowania było tournée „Die Himmel rühmen” rozpoczęte 22.10.2005 w Trewirze, które jednak artysta musiał przerwać w 2007 roku ze względów zdrowotnych, oraz dwie płyty pod tym samym tytułem zawierające wybór religijnych i klasycznych pieśni. Początkowo miało to być zakończenie aktywnej kariery muzycznej po 40 latach na scenie. Aczkolwiek okazało się, że to jeszcze nie koniec. Prawdopodobną przyczyną kontynuacji pracy były wysokie odszkodowania za przerwane tournée, których ostatecznie nie pokryło ubezpieczenie.

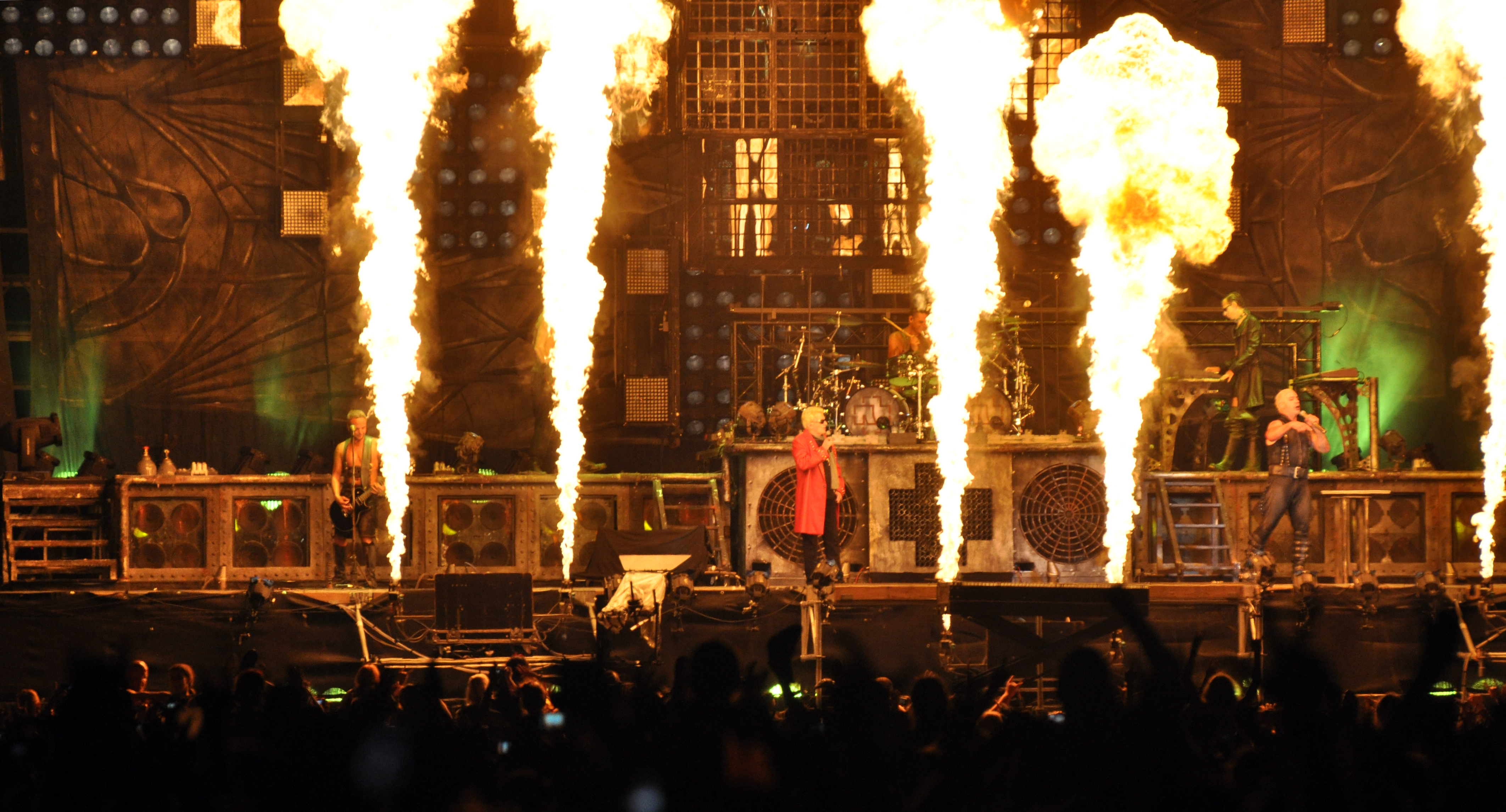
Heino wraz z zespołem Rammstein na scenie Wacken Open Air 2013

Sukces nowych, rapowych wersji tradycjonalnych hitów „Enzian” oraz „Schwarz-braun ist die Haselnuss” w latach 1988/89 zainspirował Heino do nagrania nie tylko nowoczesnych wersji jego własnych najlepszych tytułów, ale i do nagrania coverów najpopularniejszych utworów jego „ulubionych młodszych kontrahentów”. W ten sposób powstał album „Mit freundlichen Grüßen”, z którym ponownie zdobył platynową płytę w 2013 roku. Prasa bulwarowa głosi, iż ta płyta była swego rodzaju odwetem za lata pogardy i mobbingu ze strony tak „uczczonych” kolegów i zbierało się na serię procesów o naruszenie praw autorskich, ale sprawa rychło ucichła, a niespodziewany sukces rynkowy nagrania przyczynił się do pojednania młodych muzyków z „dziadkiem-rockerem”. 74-letni weteran niemieckiego folk-szlagieru zdobył uznanie generacji internetu pobijając dotychczasowe rekordy legalnego pobierania plików muzycznych. Heino bowiem zamienił ekstrawagancką czerwoną marynarkę na czarny skórzany płaszcz rockera i zaczął eksperymentować ze współczesnymi gwiazdorami muzyki rockowej, np. Die Fantastischen Vier, Rammstein, Die Ärzte, Nena. W swej nowej roli rockera Heino wystąpił wraz z zespołem Rammstein na festiwalu heavy metal Wacken Open Air w sierpniu 2013 roku. Medialne kontrowersje wzbudził w 2014 roku angaż Heino w dwunastej edycji młodzieżowego talent-show DSDS na antenie RTLu, gdzie doświadczony piosenkarz występował (wraz z żoną) jako juror. Uznał, iż ten format nie służy ni jemu ni kandydatom, lecz jego zadaniem było jedynie przyciągnięcie starszej publiczności. Dlatego też współpracy tej nie przedłużono.
Heino ma również wiernych fanów w Polsce, dla których wystąpił w opolskim amfiteatrze w ramach tournée z okazji 50-lecia pracy artystycznej. Koncert ten zorganizował i prowadził Toby z Monachium.

## Dyskografia
Dyskografia Heinza Georga Kramma, występującego m.in. pod pseudonimami Heino oraz Gio Bilk, obejmuje ponad 1000 tytułów różnych stylów, ponieważ piosenkarz ten kilkakrotnie zmienił swój muzyczny profil, by z aktualnie popularną muzyką przebić się na listy przebojów. Oficjalnie piosenkarz sprzedał dotychczas w samych Niemczech ponad 50 milionów płyt. Największym sukcesem komercyjnym Heino była kompilacja Lieder der Berge – Die 18 schönsten Lieder der Berge, która została sprzedana ok. 500 000 razy.

## Wyróżnienia artystyczne
- 1972, 1973, 1974, 1977: Goldene Europa – najstarsza niemiecka nagroda telewizyjna (SR)
- 1980: złoty medal im. Hermanna Lönsa (niem. Hermann-Löns-Medaille) za zasługi dla muzyki folklorystycznej
- 1984: Golden Star USA – wyróżnienie niemieckojęzycznych radiostacji w USA.
- 1990: Bambi – nagroda specjalna Unknockable Stars
- 1991, 1998: Goldene Stimmgabel(inne języki) – nagroda niemieckiego przemysłu muzycznego
- 2000, 2005: Krone der Volksmusik za całokształt twórczości
- 2006: Brisant Brillant za całokształt twórczości
- 2015: order im. Karla Valentina
- 2014: LEA – Live Entertainment Award
- 2016: smago! Award(inne języki)

Obok czterech złotych (1979, 2 × 1981, 2013) i dwóch platynowych (1981, 2013) płyt wydanych przez Niemieckie Zjednoczenie Przemysłu Muzycznego Heino otrzymał m.in. nagrody jak „Goldene Eins” (ARD), „Lew Radia Luxemburg”, „Goldene Liederharfe”, „Nagrodę Szarotki” i „RSH-Gold”.
Swoją statuetkę „Bambi” Heino oddał w proteście przeciwko wyróżnieniu wulgarnego rapera Bushido nagrodą Bambi za „Integrację” w listopadzie 2011 r.